# Xã Home Brook, Quận Cass, Minnesota
Xã Home Brook (tiếng Anh: Home Brook Township) là một xã thuộc quận Cass, tiểu bang Minnesota, Hoa Kỳ. Năm 2010, dân số của xã này là 255 người.